# Палаты Андрея Боголюбского
Палаты Андрея Боголюбского (Боголюбский дворец, Боголюбский замок) — белокаменный дворец великого князя Владимирского Андрея Юрьевича, построенный в 10 км от Владимира в 1158—1165 годах. Загородная резиденция князя и возникший рядом городок получили название Боголюбый (ныне — Боголюбово), что впоследствии предопределило и прозвище князя — Боголюбский. Находящийся сегодня на территории Боголюбского монастыря дворец является единственным гражданским зданием домонгольской Руси, дошедшим до нашего времени хотя бы частично. Как один из Белокаменных памятников Владимира и Суздаля палаты Андрея Боголюбского относятся к Всемирному наследию ЮНЕСКО.

## Ансамбль
Главными элементами ансамбля княжеской резиденции были двухэтажный каменный дворец и храм Рождества Богородицы, соединённые между собой по второму этажу переходом. В среднюю часть перехода включена лестничная башня. Роскошно отделанный храм во многом повторял владимирский Успенский собор, хотя был не шести-, а четырёхстолпным и меньшим по величине. На вымощенной каменными плитами площади перед собором стоял киворий. В ансамбль входил ещё один храм — Леонтьевский. Весь комплекс княжеской резиденции был ограждён каменными стенами, что в то время было редкостью на Руси. Прямоугольность стен при отсутствии угловых башен указывает на то, что укрепления имели не столько оборонительный, сколько художественно-декоративный характер, служа продолжением замка. Все постройки Боголюбовского комплекса были возведены из хорошо отёсанных белокаменных квадров с забутовкой середины стен необработанными камнями на растворе.
Как писал Сергей Заграевский, «другого столь значительного комплекса белокаменных зданий мы в домонгольской Руси не знаем». В современном Боголюбове сохранились остатки древнего дворцового комплекса. Замок до 1950-х годов считался утраченным, пока Николай Воронин в 1954 году не обнаружил в Боголюбском монастыре лестничную башню и арочный переход на хоры, соединяющий башню с собором Рождества Богородицы.
Приблизительно в 1 км от Боголюбова, при впадении реки Нерли в Клязьму, в 1166 году была построена церковь Покрова. Здесь корабли, шедшие по Клязьме, поворачивали к княжеской резиденции и церковь служила своего рода выдвинутым вперед элементом роскошного ансамбля, его торжественным предвратным монументом.

## История
Начатое Андреем Боголюбским активное и монументальное строительство во Владимире должно было отражать силу и политическое значение его княжества и это также относилось к его новооснованной загородной резиденции. В своём дворце великий князь прожил весь остаток жизни, здесь же он и был убит в результате боярского заговора в 1174 году. Дворцовый комплекс был сильно повреждён во время монголо-татарского нашествия и после этого начал постепенно ветшать. По-видимому, уже в XIII веке дворцовый ансамбль полностью перешёл в ведение монастыря.
Значительная часть сооружений, и в первую очередь оборонительные стены, башни, ворота, была окончательно разобрана во второй половине XVIII века. Дворцовый собор существовал до конца XVII века, когда были выломаны его хоры и растёсаны окна, после чего здание стало быстро разрушаться и в 1722 году рухнуло. В 1751—1758 годах на месте уничтоженного собора была построена новая церковь. Тогда же над лестничной башней дворцового комплекса была надстроена шатровая колокольня. В настоящее время от древнего ансамбля сохранились лишь лестничная башня и арочный переход, который вёл из башни на хоры собора. Исходя из летописного описания, место под лестницей лестничной башни и является предполагаемым местом убиения князя Андрея.

## Галерея
- Фрагмент палат Андрея Боголюбского сегодня. Церковь Рождества Богородицы
- Колокольня Рождественской церкви, бывшая Лестничная башня
- Лестница сохранившейся Лестничной башни
- Сергей Кириллов. Андрей Боголюбский (Убиение). 2011
- «Приход вооруженных заговорщиков к дворцу Андрея Юрьевича Боголюбcкого и взлом дверей в спальню». Радзивилловская летопись.